# Európai Környezetvédelmi Ügynökség
Az Európai Környezetvédelmi Ügynökség (European Environment Agency (EEA)) az Európai Unió egyik ügynöksége, székhelye Koppenhágában található. 1990-ben be volt jelentve maga az ügynökség, mely 1994-ben indult. Feladata a környezetről, a klímaváltozásról szóló információk tömegtájékoztatása, a gazdasági fejlődésnél a környezeti szempontokat és a fenntarthatóságot tartják szem előtt.
2007 februárjában 32 tagja volt: 27 EU tagország, Izland, Norvégia, Liechtenstein, Törökország, Svájc (2006.április 1-jétől).

## Külső hivatkozások
- eea.europa.eu
- klímaváltozás(ETC/ACC)
- (MDS)
- Európai Környezetvédelmi Ügynökség ózontérképe